# Allen Berg
Allen Bernard Berg (Vancouver, 1 de agosto de 1961) es un expiloto de automovilismo canadiense. Participó en nueve Grandes Premios de Fórmula 1 con el equipo Osella.

## Carrera

### Inicios
Arrancó en el karting en 1978, luego pasó a Fórmula Atlántica. En 1982 ganó el campeonato de Fórmula Pacific de Australia, al año siguiente entró en Fórmula 3 Británica, donde terminó 5.º.

### Fórmula 1
Compró una butaca en el equipo Osella antes ocupada por Christian Danner y participó en nueve carreras. El piloto tuvo 6 abandonos y un 12.º puesto como mejor resultado. Al año siguiente su presupuesto no fue suficiente y dejó la categoría.

### Después de Fórmula 1
Luego de dejar el campeonato de F1, pasó a DTM con BMW. También participó en las 24 Horas de Daytona y en las 24 Horas de Le Mans. En 1991 debutó en Fórmula 2 Mexicana, ganando el campeonato en 1993, y en 1997 pasó a Indy Lights Panamericana, ganando el campeonato de 2001.
Actualmente dirige las Escuelas de Carreras Allen Berg, donde enseña a personas con poca experiencia en la conducción.

## Resultados

### Fórmula 1
(Clave) (negrita indica pole position) (cursiva indica vuelta rápida)

| Año     | Escudería            | 1   | 2   | 3   | 4   | 5   | 6   | 7       | 8       | 9       | 10     | 11      | 12      | 13  | 14     | 15     | 16     | Pos. | Puntos |
| ------- | -------------------- | --- | --- | --- | --- | --- | --- | ------- | ------- | ------- | ------ | ------- | ------- | --- | ------ | ------ | ------ | ---- | ------ |
| 1986    | Osella Squadra Corse | BRA | ESP | SMR | MON | BEL | CAN | DET Ret | FRA Ret | GBR Ret | GER 12 | HUN Ret | AUT Ret | ITA | POR 13 | MEX 16 | AUS NC | NC   | 0      |
| Fuente: |                      |     |     |     |     |     |     |         |         |         |        |         |         |     |        |        |        |      |        |